# Сурцева, Светлана Сергеевна
Светлана Сергеевна Су́рцева (до 2010 — Аку́лова; р. 10 апреля 1984, Челябинск) — российская волейболистка. Связующая. Мастер спорта России.

## Биография
Светлана Акулова начала заниматься волейболом в ДЮСШ города Челябинска у тренера Людмилы Суховой, воспитавшей в частности таких знаменитых волейболисток как Е.Гамова, А.Беликова, М.Акулова (сестра Светланы), Е.Старцева, Ю.Морозова. В 1999 Светлана была принята в команду «Метар» (Челябинск), за которую выступала на протяжении двух сезонов.
В 2001—2008 С.Акулова играла за команду Балаковская АЭС. Именно на эти годы пришёлся расцвет волейбола в городе Балаково Саратовской области. Команда трижды подряд (в 2003—2005) становилась бронзовым призёром чемпионатов России, дважды призёром розыгрышей Кубка Европейской конфедерации волейбола, дважды призёром Кубка России. Одним из несомненных лидеров «атомщиц» была и Светлана Акулова, в 2002 (в 18-летнем возрасте) ставшая основной связующей команды.
В 2001—2003 Акулова выступала за молодёжную и юниорские сборные России и в 2001 участвовала в чемпионатах мира и Европы среди девушек, в 2002 — в чемпионате Европы, а в 2003 — в первенстве мира среди молодёжных команд.
В 2004 году Николай Карполь привлёк Светлану Акулову к выступлениям за главную сборную России. 10 июля в японском Кавасаки в матче 1-го уик-энда предварительного этапа Гран-при состоялся дебют спортсменки в официальных матчах национальной команды страны. В поединке против сборной Италии Акулова во второй партии вышла на замену, а третью начала уже в стартовом составе. На этом же турнире она приняла участие ещё в трёх играх, а в сентябре сыграла в одном матче квалификации чемпионата Европы.
Возвращение Светланы Акуловой в сборную России состоялось в 2007 уже при итальянском наставнике Джованни Капраре. Интересно, что в том году в главной команде страны сложился тандем сестёр-связующих, так как уже с 2006 года основной связкой сборной являлась младшая сестра Светланы — Марина Акулова. На проходившем в Бельгии и Люксембурге чемпионате Европы 2007 С.Акулова стала бронзовым призёром турнира в составе национальной команды.
После ухода в 2008 году из переживавшей серьёзный кризис Балаковской АЭС Светлана Акулова (с 2010 — Сурцева) неоднократно меняла клубы, а сезон 2014—2015 провела вновь в команде, в которой добилась своих наивысших результатов — теперь уже в «Протоне».
В августе 2011 года в составе студенческой сборной России стала бронзовым призёром XXVI летней Универсиады в китайском Шэньчжэне.
После окончания игровой карьеры Сурцева стала руководителем и главным тренером в основанной ею в Краснодаре волейбольной школе «Fox volley».

### Клубная карьера
- 1999—2001 —  «Метар» (Челябинск);
- 2001—2008 —  Балаковская АЭС (Балаково);
- 2008—2010 —  «Ленинградка» (Санкт-Петербург);
- 2010—2011 —  «Динамо-Янтарь» (Москва);
- 2011—2013 —  «Динамо» (Краснодар);
- 2013—2014 —  «Тюмень-ТюмГУ» (Тюмень);
- 2014—2015 —  «Протон» (Саратовская область);
- 2015 —  «Заречье-Одинцово» (Московская область);
- 2015—2017 —  «Динамо» (Краснодар);
- 2018—2019 —  «Тулица» (Тула).

## Достижения

### С клубами
- 4-кратный бронзовый призёр чемпионатов России — 2003, 2004, 2005, 2016;
- победитель розыгрыша Кубка России 2015;
  - 4-кратный бронзовый призёр Кубка России — 2001, 2007, 2012, 2013;
- победитель розыгрыша Кубка Европейской конфедерации волейбола (ЕКВ) 2016;
  - серебряный призёр Кубка ЕКВ 2005;
  - бронзовый призёр Кубка ЕКВ 2002;
- победитель Кубка вызова ЕКВ 2013;
  - бронзовый призёр Кубка вызова ЕКВ 2009.

### Со сборной России
- бронзовый призёр чемпионата Европы 2007;
- участница Гран-при 2004 и 2007.

## Семья
- Муж (с 2005) — Олег Сурцев, в настоящее время детский футбольный тренер в Краснодаре.
- Дочь — Арина (2005 г.р.).